# Blacon cum Crabwall
Blacon cum Crabwall var en civil parish från 1866 till 1936 då den blev en del av Chester och Mollington, i grevskapet Cheshire, i England. Civil parish hade 788 invånare år 1931.